# Miss Universo Barém
O Miss Universo Barém (em inglês Miss Universe Bahrain) é um concurso de beleza criado em 2021 pelo Grupo Yugen e que tem por objetivo escolher a representante do Barém para o Miss Universo.

## História
Em 2013 houve relatos de uma Miss Barém, Shaila Sabt, de Muarraque, porém ela não esteve em qualquer concurso interancional conhecido. Em seu instagram ela se descreve como Miss Oriente Médio (Miss Middle East), enquanto a Wikipédia em inglês reporta que ela foi Miss Barém em 2010.
Em 2021 o jornalista e influenciador digital vietnamina Josh Yugen, baseado em Dubai, anunciou que realizaria um Miss Universo Barém. A primeira vencedora, Manar Nadeem Deyani, foi apontada e se destacou por ser a mais baixa concorrente no Miss Universo em todos os tempos, medindo apenas 1,54m de altura.
A segunda edição começou em 7 de setembro 2022, com sete candidatas, que fizeram parte das provas preliminares de forma online, e terminou com a coroação de Evlin Abdulla Khalifa, cuja mãe é russa.
O concurso de 2023 aconteceu na Ilha de Mirihi, Maldivas, o que quebrou uma das antigas e anteriores regras do concurso, de que o concurso deveria acontecer no país em questão. A vencedora foi Lujane Yacou, cuja mãe é estadunidense.

## Vencedoras
| Ano  | Nome                  | Distrito | Vice           | Local do concurso        | Resultado no Miss Universo |
| ---- | --------------------- | -------- | -------------- | ------------------------ | -------------------------- |
| 2021 | Manar Nadeem Deyani   | Rifa     | -              |                          | Não classificou            |
| 2022 | Evlin Abdulla Khalifa | Riffa    | Lujane Yacoub  |                          | Não classificou            |
| 2023 | Lujane Yacou          | Hamala   | Advaita Shetty | Ilha de Mirihi, Maldivas | -                          |
| 2024 |                       |          |                |                          |                            |

## Sumário
- Este artigo foi inicialmente traduzido, total ou parcialmente, do artigo da Wikipédia em inglês cujo título é «Miss Universe Bahrain».